# Ambroise Monnin

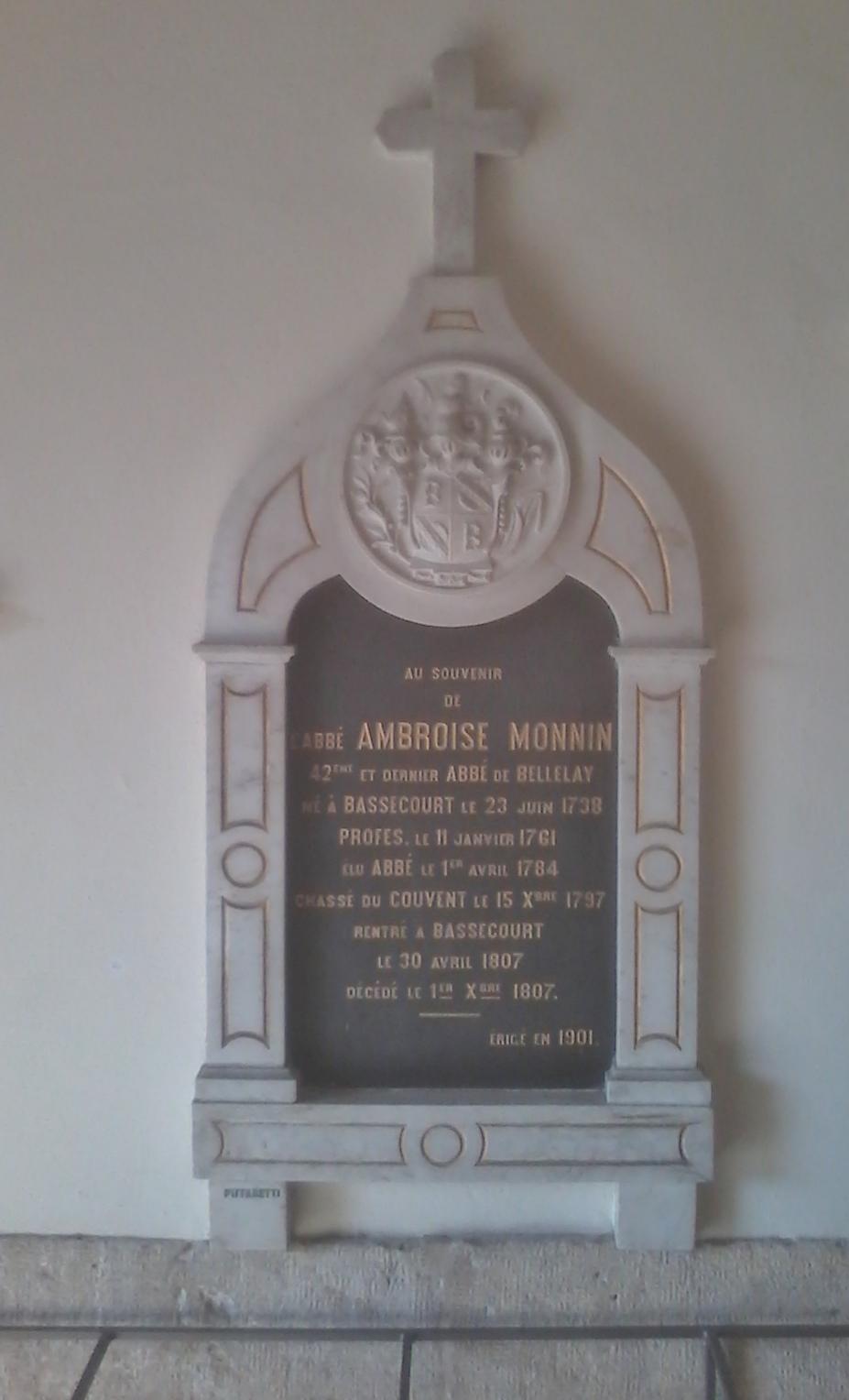
Grabstele von Abbé Ambroise Monnin

Ambroise Monnin (* 23. Juni 1738 in Bassecourt; † 1. Dezember 1807 ebenda) war ein Schweizer Prämonstratenserabt.

## Leben
Jean-Baptiste Monnin wurde 1738 in Bassecourt als Sohn des Notars und Müllers Joseph Monnin geboren. Er besuchte das Kollegium in Pruntrut und trat dann in das Kloster Bellelay ein. 1765 empfing er die Priesterweihe und war dann Theologielehrer am Kollegium von Bellelay, 1772 wurde er zum Doktor promoviert. Im Kloster hiess er Père Ambroise Monnin und war er Subprior und Sekretär des Abts Nicolas de Luce, dem er 1784 im Amt folgte. Im Februar 1791 übernahm er den Vorsitz der Landstände des Fürstbistums Basel, ein Amt, das seinem Vorgänger vom Fürstbischof wegen seiner Rolle bei den sog. Landestroublen 1741 entzogen worden war. Ende 1797 von den französischen Revolutionstruppen aus Bellelay vertrieben, fand Monnin zunächst Zuflucht in Solothurn (mitsamt der Klosterbibliothek), dann mit einigen Mitbrüdern im Priorat Himmelpforte bei Wyhlen. Als auch dieses Kloster 1807 säkularisiert wurde, zog er sich in seine Heimatdorf Bassecourt zurück, wo er noch im selben Jahr starb.